# ジャン＝バティスト・カリエ

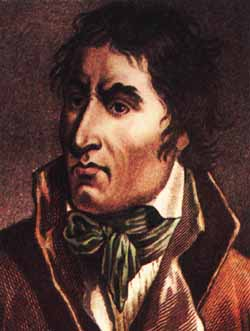
ジャン＝バティスト・カリエ

ジャン＝バティスト・カリエ （Jean-Baptiste Carrier、1756年3月16日 – 1794年12月16日）は、フランスの革命政治家である。「ナントの溺死刑（共和国の結婚）」で有名。
オーリヤック出身。公証人。フランス革命が勃発すると熱心に支持して、1792年9月に国民公会議員に当選。山岳派に属した。国王裁判では死刑票を入れ、即時執行を主張。革命裁判所の創設にも尽力した。ジロンド派追放後、派遣議員となって最初ノルマンディー地方に派遣され、次にヴァンデの反乱で脅かされていたナント市に派遣された。 
ナントでは、革命への宣誓を拒否したカトリックの非宣誓司祭、反乱軍の捕虜、老人、妊婦、及びそのこどもたちを、乳児を問わずロワール川に穴を空けた廃船（小型ガレー船）を浮かべそこに詰め込んで溺死させた。このことを仲間内では隠語で「給水塔送り」と呼んでいた。溺死刑は1793年11月から2月にかけて複数回行われたが、回数や犠牲者の人数は定かではない。溺死刑はカリエにより公安委員会に報告されていたが、黙認されていた。 
1794年2月、マクシミリアン・ロベスピエールのお気に入りマルク・アントワーヌ・ジュリアンがナントを訪れた際、カリエから激しい恫喝を受けたことをロベスピエールに訴えたことから、カリエはナントの派遣議員を解任となり、パリへ戻る。カリエが元から公安委員会に転任願いを出していたため、それが受理されたという形で、何のおとがめもなく円満に、カリエの派遣議員としての任務は終了した。 
後にナントのカリエの元部下たちがナントの革命裁判所との覇権争いに負け、逮捕、パリに送られた。パリで裁判にかけられた元カリエの部下たちは、自分の罪を逃れるために全てはカリエの命令でしたことだと訴え、カリエの行った悪行の数々が傍聴していたパリの民衆たちに知られることとなる。 
パリの民衆たちはカリエの出頭を求め、1794年11月11日、国民公会にて21人の代議士によって大量虐殺の罪で告発されたカリエは、公会内で憲兵6人に取り押さえられて逮捕され、自宅に軟禁された。11月21日に憲兵4人の監視下にあったカリエは公会へ連行され、告訴か条に対する申し開きの聴取を受けた。11月23日には革命裁判所召喚がほぼ満場一致で議決され、カリエは真夜中にコンシェルジュリーへ連行、11月27日に一度目の裁判に出廷した。12月16日、午後4時に共犯者である元ナント革命裁判所判事のグランメゾンと溺死刑執行人だったピナールと共に、パリのグレーヴ広場でギロチン処刑された。 